# مطعيش عبد القادر
مطعيش عبد القادر المعروف باسمه الثوري الرائد جابر (1928-1958) مجاهد جزائري في صفوف ثورة التحرير الجزائرية.

## النشأة
ولد الشهيد مطعيش عبد القادر سنة 1928 بقرية أولاد موسى بناحية بني سنوس (ولاية تلمسان) وقد تمكن من مزاولة تعليمه والسفر إلى فرنسا وانضم إلى حزب الشعب الجزائري·

## نشاطه أثناء الثورة الجزائرية
بعد رجوعه إلى أرض الوطن واصل عمله النضالي الشيء الذي جعل المستعمر الفرنسي يضعه تحت الإقامة الجبرية لكن ذلك لم يمنعه من مواصلة نشاطه في سرية·
وقد التحق بصفوف جبهة التحرير الوطني وشارك في تفجير الثورة بجبال تلمسان، كما كلف في مارس 1955 باستقبال السلاح الذي يصل عن طريق البحر إلى الجهة الغربية وتخزينه وتوزيعه على مختلف المناطق رفقة مجموعة من المجاهدين، وقد سقط في ميدان الشرف يوم 13 فبراير 1958 في معركة بجبال أم العلو ببلدية سيدي العبدلي (تلمسان)·